# Hans Anton Maurenbrecher
Hans Anton Maurenbrecher (Magelang (Java), 3 oktober 1910 – (verdwenen) Groot Barrièrerif, juni 1966) was een Nederlandse luitenant-generaal van de Koninklijke Luchtmacht en solozeiler.

## Loopbaan
Maurenbrecher kwam uit een familie met een lange militaire traditie. Zijn vader was luitenant-kolonel, zijn grootvader was luitenant en zijn overgrootvader was kolonel in de Koninklijk Nederlandsch-Indisch Leger (KNIL). In 1932 verliet Maurenbrecher de militaire academie in Breda als Onderluitenant van de artillerie bij de KNIL. Sinds de jaren 20 werkte de KNIL aan de bouw van haar eigen luchtstrijdkrachten. Vanaf 1939 bestond dit onderdeel onder de naam Militaire Luchtvaart van het Koninklijk Nederlands Indisch Leger (ML-KNIL) als zelfstandig legeronderdeel. Met de rang van kapitein was Maurenbrecher testpiloot voor de Brewster F2A, een jachtvliegtuig waarvan de ML-KNIL in 1939 72 stuks aanschafte en waarmee de verdediging van Singapore tijdens de Slag om Singapore (30 januari 1942 tot 15 februari 1942 ondersteund.
Nadat Nederlands-Indië begin maart 1942 werd veroverd door de Japanse strijdkrachten vocht het overgebleven personeel van de Nederlandse luchtstrijdkrachten vanuit Australië aan de zijde van de geallieerden verder. Maurenbrecher was instructeur bij de Royal Netherlands Military Flying School in de Verenigde Staten op Jackson Field, bij de stad Jackson, Mississippi voor hij in december 1943 terugkeerde naar Australië waar hij vanaf 10 december 1943 als majoor commandant was van het 120e Squadron jachtvliegers. Het squadron was een gemengde Nederlands, Australische, Engelse eenheid was uitgerust met Curtiss P-40N Kittyhawk jagers. April 1946 werd de eenheid overgeplaatst naar het vliegveld Tandjong Perak (Soerabaja). Van 1 mei 1946 tot december 1946 was hij commandant van het 121e Squadron dat was uitgerust met P-51 Mustang jachtvliegtuigen. Van 1 november 1946 tot 1949 was Maurenbrecher commandant van de Luchtstrijdkrachten op Sumatra, te Medan.
Na de onafhankelijkheid van Indonesië maakte hij deel uit van de Nederlandse militaire missie in Jakarta. Daarna was hij commandant van de Nederlandse tactische luchtstrijdkrachten. Uiteindelijk hield hij de rang van luitenant generaal en directeur voor het materieel van de luchtstrijdkrachten. In deze functie introduceerde hij in Nederland de Starfighter. In 1963 ging Maurenbrecher met pensioen.
Naast het jachtvliegen had Maurenbrecher een voorliefde voor het avontuur. Gedurende zijn verblijf in Nederlands Indië hield hij zich onder andere bezig met de jacht op groot wild. Na zijn pensioen overwoog hij om rond de wereld te vliegen. Uiteindelijk koos hij voor het zeilen. Bij de scheepswerf Mulder en Rijke in Lemmer kocht hij het negen meter lange zeiljacht Oranjebloesem dat hij omdoopte naar Takebora en waarmee hij van Nederland naar Australië zeilde. In 1965 zeilde hij weer naar Australië in een poging om als eerste Nederlandse solozeiler rond de wereld te zeilen. Op 28 mei 1966 verliet Maurenbrecher met zijn jacht de haven van Cairns om naar Thursday Island, een van de Torres Straat Eilanden tussen het Australische Kaap York-schiereiland en Nieuw-Guinea, te zeilen. Hij werd daar rond 12 juni verwacht, maar kwam hier nooit aan. Een grootscheepse zoektocht leverde geen spoor op van Maurenbrecher. Wel werd bijna twee maanden later het wrak van zijn boot gevonden.

## Eigen Werk
- Hans Anton Maurenbrecher: Het journaal van de Takebora, Woerden/Laren 1996 (postuum), ISBN 9065642528

## Voetnoten
1. ↑  Gerard J. Casius, „Brewster Buffaloes for the Militaire Luchtvaart KNIL“, Mars et Historica, Vol. 37 Online-Version Teil 1, Online-Version Teil 2
2. ↑  Zeiler vermist op oceaan, Het Vrije Volk, 11 juli 1966.
3. ↑  Auszug aus: „Ocean Pioneers“ (Abb.), ISBN 9789071500091
4. ↑  Wrak gevonden van Maurenbrechers schip Takebora, Het Vrije Volk, 1 augustus 1966.

- International Standard Name Identifier: 0000 0003 8919 4317
- Nederlandse Thesaurus van Auteursnamen: 069320535
- Virtual International Authority File: 282497407
- WorldCat: E39PBJgMyKGW8b4Hmc78BrQXh3